# Овсянниково (Кічменгсько-Городецький район)
Овся́нниково (рос. Овсянниково) — присілок у складі Кічменгсько-Городецького району Вологодської області, Росія. Входить до складу Городецького сільського поселення.

## Населення
Населення — 67 осіб (2010; 92 у 2002).
Національний склад (станом на 2002 рік):
- росіяни — 99 %